# Pacto do esquecimento
O Pacto do esquecimento (ou "pacto de silêncio") serviu para designar o acordo informal negociado pelo Estado Espanhol e diferentes movimentos para evitar lidar com o legado da ditadura franquista espanhola após a morte de Francisco Franco em 1975, no contexto da Transição Espanhola. Este pacto foi uma tentativa de relegar o regime anterior ao esquecimento, deixando-o para trás, e virar o foco para o futuro. O “pacto do esquecimento” recebeu base legal na Lei de Amnistia total de 1977, que já havia sido precedida de uma amnistia parcial em julho de 1976, ou seja, antes das primeiras eleições democráticas.
O pacto sustentou a transição para a democracia na segunda metade da década de 1970 (tendo ficado conhecida como “Transição Espanhola”) e garantiu que questões difíceis sobre o passado político fossem suprimidas por medo de comprometer a reconciliação nacional. Neste contexto determinou-se que as responsabilidades pela Guerra Civil contra o Governo republicano democraticamente eleito e pela repressão da ditadura franquista que se seguiu não deveriam recair sobre nenhum grupo social ou político específico. Na prática, significou suprimir a memória histórica e consequentes debates, também evitando realizar uma divisão da população após a guerra civil em vencedores e vencidos.
Muitos historiadores concordam que o "pacto de esquecimento" serviu a um propósito na época da transição, embora muitos outros duvidem disso. 
Por sua vez, o historiador Paul Preston considera que Franco teve tempo suficiente para impor a sua própria versão da história, o que ainda impede a Espanha contemporânea de “olhar para o seu recente passado violento de uma forma aberta e honesta”. Também já havia apontado que “o pacto de esquecimento não deixou de trazer consigo a imensa injustiça de que as vítimas que tiveram que silenciar as suas tristezas durante quase quarenta anos, tendo continuado a ser obrigadas a permanecer em silêncio. Nesse sentido, o pacto de esquecimento não foi um pacto entre iguais. Preston argumenta que um dos "custos de transação" que a transição para a democracia implicou - "a transação entre várias Espanhas: a mais progressista e moderada parte da Espanha de Franco, a Espanha das vítimas da ditadura que renunciou à vingança e ao acerto de contas, e a imensa terceira Espanha que queria a normalização dentro de uma Europa democrática" - era que "os familiares das vítimas da ditadura, os afetados e os seus descendentes, não tiveram qualquer reconhecimento do seu sofrimento que lhes permitisse finalmente chorar as suas mortes e perdas de vidas inteiras... Tudo isso teve de ser esquecido durante a transição devido à necessidade primordial de evitar serem levantados obstáculos provocados por desavenças e dissabores, num processo por si já muito delicado."
As motivações e consequências deste pacto também foram estudadas em termos de classe e exploração.

## Críticas ao “pacto do esquecimento”
Na última década do século XX, o “pacto de esquecimento” em que se baseou a transição começou a ser duramente questionado. Dois fatores influenciaram esta situação: A primeira, que naqueles anos a democracia em Espanha já estava consolidada, sem o risco de um golpe de estado militar (após o fracasso do 23-F) ou a ameaça de terrorismo (embora ainda não se tivesse realizado o anuncio da cessação definitiva da atividade da ETA). Assim, a memória do franquismo poderia ser abordada sem pôr em perigo a democracia. O segundo factor, provavelmente o mais decisivo, foi a existência de uma “petição social” que, se durante a transição tinha sido “esquecida”, agora era imperativa. Quatro razões principais explicariam, segundo Ismael Saz, esta mudança: «o aparecimento de novas gerações que, ao contrário das anteriores, querem saber... São os netos que querem saber porque se sofreu tanto e se reprimiu impiedosamente contra os derrotados na guerra civil, que já não têm medo de conhecer o que havia de certo ou errado nas atitudes dos seus avós”; a extensão da “ideia de que uma cultura democrática firme e sólida, com consciência cívica, de uma democracia de boa qualidade, só pode assentar no confronto aberto com um passado que foi o total e completo oposto da democracia”; «a exigência de justiça, verdade e reparação moral, física e, por vezes também material, das vítimas e dos seus sucessores»; e a "tendência geral em todos os países que passaram por experiências traumáticas ao longo do século XX" de abordar esse passado (por exemplo, em 1995, no mesmo dia do 53º aniversário do ataque ao Velódromo de Inverno, o presidente da República Francesa Jacques Chirac fez uma declaração solene na qual reconheceu a responsabilidade do regime de Vichy, e portanto da França, no extermínio dos judeus durante a II Guerra Mundial).
A existência desta petição social pela memória foi evidenciada de diversas formas, entre as quais a fundação no ano 2000 da Associação para a Recuperação da Memória Histórica que surgiu da busca do sociólogo Emílio Silva, para localizar e identificar os vestígios de seu avô, assassinado pelas forças franquistas em 1936.
Também no domínio literário, romances como “Soldados de Salamina”, de Javier Cercas, “Episodios de una guerra interminable” de Almudena Grandes, “La larga marcha” de Rafael Chirbes ou filmes como “As 13 Rosas”, de Emilio Martínez-Lázaro, e “A Linguagem das Borboletas”, de José Luis Cuerda, também trouxeram à linha da frente a questão da memória histórica da guerra civil e do franquismo. 
De facto, em 2006, dois terços dos espanhóis concordaram com uma “nova investigação sobre a guerra”. Houve também programas de rádio e televisão sobre o assunto com grande impacto, como os dedicados pela rede SER aos “anos difíceis”. (compilados num livro publicado em 2002) ou o premiado documentário “Els nens perduts del franquisme” ('Os filhos perdidos do franquismo') no canal catalão TV3 (que também deu origem a um livro publicado em catalão e castelhano em 2002).
No que diz respeito às instituições democráticas, o primeiro passo foi dado em 20 de novembro de 2002, vigésimo sétimo aniversário da morte de Franco, quando a Comissão Constitucional do Congresso dos Deputados aprovou uma declaração condenando timidamente e de forma ambígua “o passado” sem apontar o dedo a alguém em particular e colocando no mesmo plano os dois lados do confronto (“O Congresso dos Deputados reitera que ninguém pode sentir-se legítimo, como aconteceu no passado, para usar a violência para impor as suas convicções políticas e estabelecer regimes totalitários contrários à liberdade e à dignidade de todos os cidadãos, o que merece a condenação e a rejeição de nossa sociedade democrática”), instando o Governo (então presidido em maioria absoluta pelo popular José María Aznar) a desenvolver "uma política abrangente de reconhecimento e ação protetora económica e social dos exilados do Guerra Civil, bem como os chamados filhos da guerra. Mas esta declaração foi considerada por alguns sectores sociais e políticos e também por diversos historiadores como claramente insuficiente, uma vez que não foi "um acto solene de ruptura aberta, frontal e sem nuances com o passado franquista, única forma de passar esse passado sombrio", nem teve qualquer aplicação na prática.
Em 2003, o historiador Ismael Saz propôs três ações principais para cumprir o “dever de memória” sobre o regime de Franco. A primeira, a reparação moral e física das vítimas da repressão (incluindo a exumação dos túmulos e valas comuns dos republicanos fuzilados, o mesmo que estava a ser feito com os mortos da Divisão Azul - divisão apoiante do regime nazi - em território russo); a segunda, revelar as falsidades da memória de Franco e recuperar a memória da oposição antifranquista; e a terceira, retirar a simbologia do regime ditatorial, ainda muito presente no espaço público, e contrabalança-la com uma "política de simples reconhecimento do que os espanhóis comuns fizeram, na sua vida quotidiana e, também, na luta pelos direitos e liberdades mais básicos. Onde estão os monumentos dedicados ao exílio, ao emigrante, aos prisioneiros do regime de Franco? Aos mortos pelos agentes de autoridade em Granada, Madrid, El Ferrol, Barcelona?»
Em 2007, a pedido do governo socialista presidido por José Luis Rodríguez Zapatero, as Cortes Gerais aprovaram a Lei de Memória Democrática. Para além de outras medidas, esta lei rejeitou a legitimidade das leis aprovadas e dos julgamentos levados a cabo pelo regime franquista, revogou várias leis desse período e ordenou a retirada dos restantes símbolos do franquismo dos edifícios públicos.
A Lei de Memória Histórica foi criticada por alguns apoiantes da esquerda por não ir mais a fundo e por alguns apoiantes da direita que argumentaram, por exemplo, que era uma forma de “vingança”. O Partido Popular venceu as eleições gerais de 2011, mas não cumpriu a promessa eleitoral de revogar esta lei, no entanto, encerrou o Gabinete das Vítimas da Guerra Civil e da Ditadura, encarregado de coordenar as exumações dos restos mortais dos desaparecidos, e suprimiu as verbas orçamentais correspondentes. Apesar do governo de Mariano Rajoy não estar disposto a gastar recursos públicos em exumações em território espanhol, apoiou e financiou a repatriação dos restos mortais de soldados espanhóis da Divisão Azul que lutaram pela Alemanha Nazi na Segunda Guerra Mundial.
Em 2018 em cumprimento da Lei de Memória Histórica anunciou-se a exumação dos restos mortais do ditador Francisco Franco do templo católico do Vale dos Caídos (agora denominado “Valle de Cuelgamuros”), construído com trabalho escravo dos republicanos perdedores da guerra civil. Os restos foram exumados no ano seguinte e em abril de 2023 também os de José António Primo de Rivera, fundador da Falange Espanhola.

### Implicações judiciais
Em 2010 instalou-se uma polémica judicial relacionada com a Lei de Amnistia de 1977, devido ao facto do juiz espanhol Baltasar Garzón ter questionado o Pacto do Esquecimento argumentando que aqueles que cometeram crimes contra a humanidade durante o regime de Franco não estão sujeitos à lei de amnistia nem aos estatutos de limitação. Parentes daqueles que foram executados ou desapareceram durante o regime de Franco exigiram justiça para os seus entes queridos. Alguns dos que foram assassinados e enterrados em valas comuns durante o regime de Franco eram professores, agricultores, donos de lojas, mulheres que não se casaram pela igreja católica e outros que por acaso foram colocados no lado perdedor da guerra civil. No entanto, o Supremo Tribunal de Espanha contestou as investigações de Garzón, lançando uma investigação ao juiz por alegado abuso de poder, por violar deliberadamente a lei de amnistia, após uma denúncia de Miguel Bernad, secretário-geral do grupo espanhol de extrema-direita em Espanha “Mãos Limpas”. Bernad criticou Garzón acusando:
Garzón não pode processar o regime de Franco. Agora é história, e só os historiadores podem julgar esse período. Ele usa a justiça para o seu próprio ego, pensava que ao perseguir o franquismo, poderia tornar-se o chefe do Tribunal Penal Internacional e até ganhar o Prémio Nobel da Paz.
Embora Garzón tenha sido finalmente absolvido de abuso de poder neste caso, foi suspenso e o poder judicial espanhol manteve a Lei da Amnistia e anulou as suas investigações sobre os crimes franquistas.

### Implicações internacionais
A Organização das Nações Unidas instaram repetidamente o Estado Espanhol a revogar a lei de amnistia em 2012, 2013, 2015 e 2017. Isto porque, ao abrigo do direito internacional, as amnistias não se aplicam a crimes contra a humanidade. De acordo com o Pacto Internacional sobre os Direitos Civis e Políticos, no seu artigo 7, “ninguém será submetido a tortura nem a tratamentos ou penas cruéis, desumanos ou degradantes”. Além disso, o juiz Garzón já tinha chamado à atenção ao artigo 15 que não permite exceções políticas para punir pessoas por atos criminosos.
A juíza argentina María Romilda Servini está atualmente investigando crimes da ditadura de Franco sob o princípio do direito internacional de justiça universal.